# Рахлин, Илья Яковлевич
Илья́ Я́ковлевич Ра́хлин (27 сентября [10 октября] 1917, Клинцы, Черниговская губерния — 15 августа 2002, Санкт-Петербург) — художественный руководитель Петербургского государственного мюзик-холла, народный артист РСФСР (1984), заслуженный деятель искусств Казахской ССР (1961), заслуженный деятель искусств Северо-Осетинской АССР (1965).

## Биография
В 1939 году окончил Московский государственный институт театрального искусства имени А. В. Луначарского. Во время Великой Отечественной войны служил на Тихоокеанском флоте, капитан.
С 1966 года — руководитель Ленинградского мюзик-холла, создатель многих программ. Руководил школой-студией Мюзик-холла. Автор книги «Всегда со мной».
Награждён орденами Отечественной войны I степени, Красной Звезды, «Знак Почёта», Дружбы народов, медалями. Почётный гражданин Брянска.
Похоронен на кладбище в Комарово.

## Семья
- Сын — театральный режиссёр Лев Рахлин (род. 1948).
- Двоюродный брат — театральный режиссёр Рафаил Павлович Рахлин (1926—1998).

## Актёрская фильмография
- 1976 — Небесные ласточки — директор театра-варьете (роль озвучил Владимир Татосов)